# 하트 오브 더 씨
《하트 오브 더 씨》(영어: In the Heart of the Sea)는 2015년 공개된 미국, 스페인의 모험 드라마 영화로, 허먼 멜빌의 소설 《모비딕》을 바탕으로 제작된 너새니얼 필브릭의 동명의 소설을 기반으로 하고 있다. 미국과 스페인 간의 국제 공동 제작으로 론 하워드가 감독과 제작을 맡았고, 찰스 리빗이 각본을 썼다. 이 영화에는 크리스 헴스워스, 벤저민 워커, 킬리언 머피, 톰 홀랜드, 벤 위쇼, 브렌던 글리슨이 출연한다.

## 줄거리
1850년 젊은 멜빌(벤 위쇼 분)이 에섹스호의 생존자 중 마지막으로 살아 있는 토마스 니커슨(브렌단 글리슨 분)을 찾아와 그의 경험을 소설로 쓰기 위해 인터뷰를 하면서 회상식으로 전개된다.
1820년 고래사냥의 수도인 매사추세츠주 낸터킷에 정박한 에섹스호는 수리를 마치고 출항을 기다리고 있다. 원래 이 배의 새 선장으로는 경험이 많고 고집 센 1등 항해사 오웬 체이스(크리스 헴스워스 분)가 임명될 예정이었으나 갑자기 선주의 아들로 항해 경험도 없는 조지 폴래드(벤자민 워커 분)가 그 자리를 차지하면서 오웬과 조지의 갈등이 시작 되는데…

## 출연진
- 크리스 헴스워스 - 오웬 체이스 역[1]
- 벤저민 워커 - 조지 폴라드 역
- 킬리언 머피 - 매튜 조이 역[1]
- 톰 홀랜드 - 어린 토마스 니커슨 역
- 브렌던 글리슨 - 나이든 토마스 니커슨 역
- 벤 위쇼 - 허먼 멜빌 역[1]
- 미셸 페어리 - 니커슨 부인 역
- 게리 비들 - 윌리엄 본드 역
- 프랭크 딜레인 - 헨리 코핀 역
- 에드워드 애슐리 - 바잘라이 레이 역
- 샬롯 라일리 - 페기 가드너 체이스 역[2]
- 도널드 섬터 - 폴 마시 역
- 브루크 딤목 -포비 체이스 역
- 제이미 실브스 - 아이작 콜 역
- 조셉 묠 - 벤자민 로렌스 역
- 폴 앤더슨 - 갈렙 샤페이 역
- 루카 토시 - 윌리엄 라이트 역[3]